# Témiscaming
Témiscaming es una ciudad ubicada en el municipio regional de condado de Témiscamingue, en la región administrativa de Abitibi-Témiscamingue de la provincia de Quebec, Canadá. En el Censo de 2011 Témiscaming tenía una población de 2385 personas.

## Geografía
Témiscaming se encuentra ubicada en las coordenadas 46°43′0″N 79°4′0″O / 46.71667, -79.06667. Según Statistics Canada, Témiscaming tiene una superficie total de 718,18 km² y es una de las 1134 municipalidades en las que está dividido administrativamente el territorio de la provincia de Quebec.

## Demografía
Según el censo de 2011, había 2385 personas residiendo en Témiscaming en una densidad poblacional de 3,3 hab./km². Los datos del censo mostraron que de las 2697 personas censadas en 2006, en 2011 hubo una disminución poblacional de 312 habitantes (-13.1%). El número de total de viviendas particulares resultó de 1402 en una densidad de 2 viviendas por km². El número total de viviendas particulares que se encontraban ocupadas por residentes habituales era de 1055.